# Glypta vulgaris
Glypta vulgaris là một loài tò vò trong họ Ichneumonidae.